# Tonische Nackenreaktion
Die tonische Nackenreaktion (engl. tonic neck reaction) ist ein neurologischer Test in der Tiermedizin, der bei allen Haustieren angewendet werden kann. Er gehört zu den sogenannten Haltungs- und Stellungsreaktionen und prüft das Zusammenspiel zwischen den Rezeptoren zur Eigenwahrnehmung (Propriozeption) im Hals, dem Gleichgewichtssinn und dem motorischen System.

## Durchführung
Bei dieser Untersuchung wird der Kopf des stehenden Tieres angehoben. Ein neurologisch gesundes Tier reagiert dabei mit einer leichten Streckung der Vorder- und einer leichten Beugung der Hintergliedmaßen. Bei Beugung der Kopfgelenke kommt es zu einer entgegengesetzten Reaktion: Die Vordergliedmaßen werden gebeugt und die Hintergliedmaßen gestreckt. Bei einer Bewegung des Halses zu einer Seite wird die gleichseitige Vordergliedmaße leicht gestreckt, die der anderen Seite gebeugt.

## Diagnostische Bedeutung
An der tonischen Nackenreaktion sind die Propriozeptoren der vorderen Nackenmuskulatur, Kleinhirn und die Formatio reticularis beteiligt. Von hier erfolgt die Anregung der Muskulatur über das extrapyramidalmotorische System. 
Abnorme Reaktionen (Streckung statt Beugung) sind ein Zeichen gestörter Propriozeption und treten zumeist im Zusammenhang mit Schädigungen der Kleinhirnseitenstränge auf. Eine verstärkte oder fehlende tonische Nackenreaktion kann bei Läsionen des Kleinhirns auftreten. Ein Ausbleiben der Reaktion kann auch auf Schäden im oberen und unteren Motoneuron hindeuten.